# Школа для детей английской администрации юзовского металлургического завода

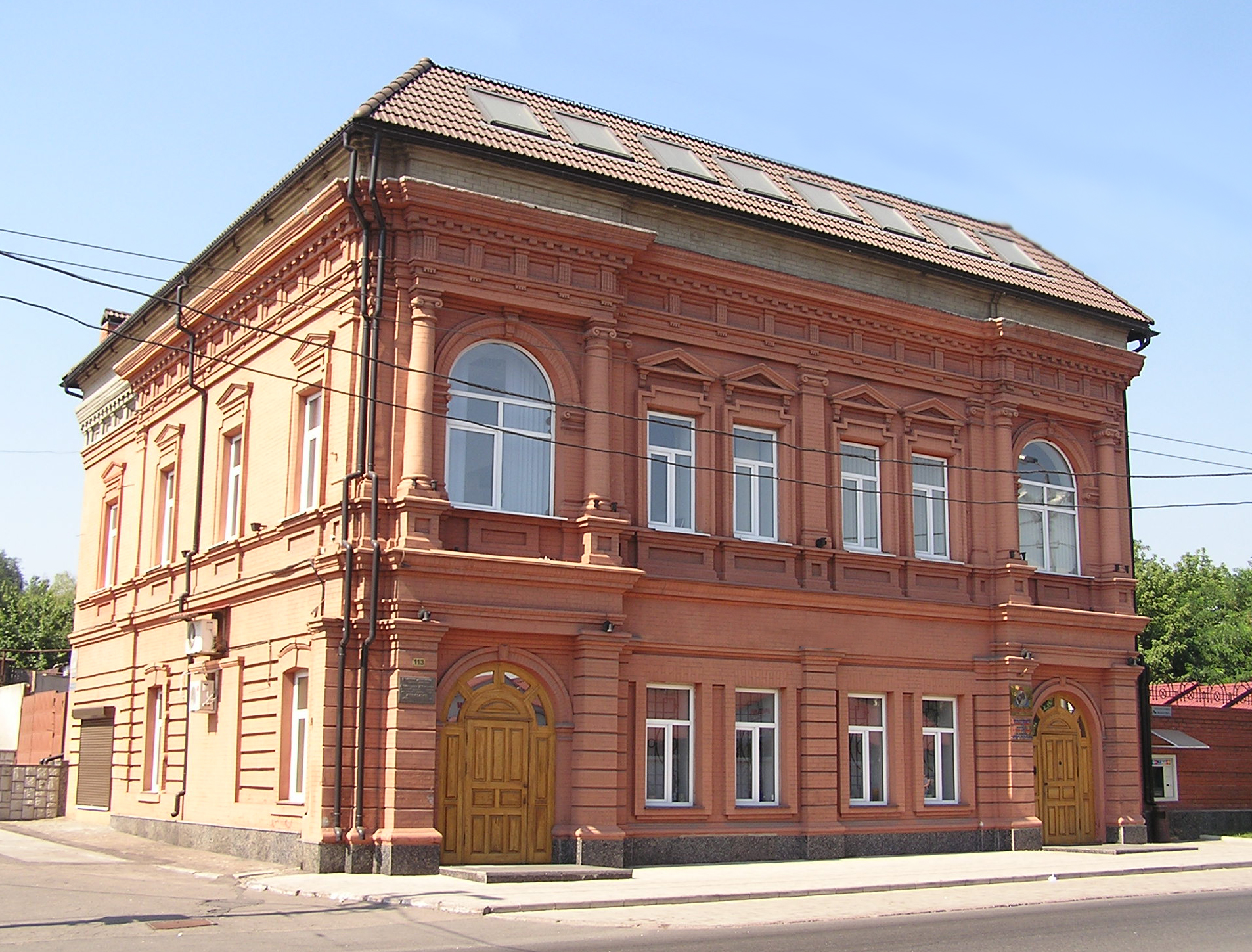
Школа для детей английской администрации юзовского металлургического завода

Школа для детей английской администрации юзовского металлургического завода (Ивана Ткаченко, 113) — памятник архитектуры местного значения в Донецке. Построена в 1877—1879 годах. Это одно из старейших зданий в городе. Имя архитектора не сохранилось.
Планировка здания — симметричная. Имеются два боковых входа, которые были увенчаны плоскими портиками с полуколоннами ионического ордера и балконами второго этажа. Вид здания со временем изменился — были убраны балконы, заменены окна и двери. Здание школы создано в традициях классической архитектуры, фасад дополнен изящными и строгими капителями колонн, обрамлением окон, профилями карнизов.
В здании кроме школы также размещались исполком Ленинского райсовета, филиал Кредитпромбанка.